# Linnar Linnarsson
Linnar Simeon Linnarsson, född 16 januari 1884 i Trävattna socken, död 10 december 1962 i Alingsås, var en svensk folkskollärare, hembygdsforskare och folklivsforskare.

## Biografi
Linnarssons föräldrar var lantbrukare och han arbetade på gården samtidigt som han bedrev studier per korrespondens. År 1906 blev han antagen vid Göteborgs folkskoleseminarium och utexaminerades 1910 som folkskollärare. Efter några vikariat blev han ordinarie lärare vid Karlsdals folkskola i Värmland. Han gifte sig 1913 med Ada Theresia Wallner och de fick tre barn. I juli 1924 flyttade familjen till Fåglavik, där Linnarsson nu blev ordinarie folkskollärare. Den tjänsten uppehöll han fram till pensionen 1944. De flyttade därefter först till Lerum och slutligen till Alingsås. 
Redan under Värmlandstiden började Linnarsson medarbeta i lokalpressen med artiklar om vad folk på orten hade att berätta om gångna tider. Han kom att ge ut flera skrifter byggda på uppteckningar av sägnar och folkminnen, både från Värmland och senare från Västergötland. Linnarsson var även politiskt aktiv i Hudene landskommun. 
Efter pensioneringen ägnade han sig huvudsakligen åt att göra uppteckningar för Landsmåls- och folkminnesarkivet i Uppsala, i vars skriftserie hans mest betydande arbete Bygd, by och gård utkom i två delar 1948-1950. Andra områden som Linnarsson utforskade var kronoallmänningen Edsveden i Fölene socken och skogsbygden Risveden i Västergötland, som ägnades var sin bok, liksom Gräfsnäs slott och den gamla färdvägen mellan Skara och Lödöse. 

## Utmärkelser
- Nordiska museets guldmedalj för hembygdsvårdande verksamhet
- De sju häradenas kulturhistoriska förenings jetong i silver.
- Korresponderande ledamot av Kungliga Gustav Adolfs Akademien för svensk folkkultur.